# Los tres saltos de la gacela (asterismo)

La Osa Mayor

Son un sexteto de estrellas que se distribuyen en tres grupos de estrellas emparejadas y que forman las patas de la Osa recogidas en la tradición estelar grecorromana u occidental.
Es un asterismo tradicional bereber (árabe) relacionado con la constelación de la Osa Mayor, ocupa una amplia porción de cielo septentrional en primavera (para los observadores del hemisferio norte) u otoño (para los observadores del hemisferio sur).
En las noches primaverales oscuras y sin luna del gran desierto (Aṣ-Ṣaḥrāʾ al-Kubrā) el pueblo béreber mira al cielo y ve los tres saltos de una gacela asustada, que huye de unas aguerridas lobas o hienas representadas en la cercana constelación de boyero, dejando sus tres huellas marcadas en el cielo por tres parejas de estrellas.

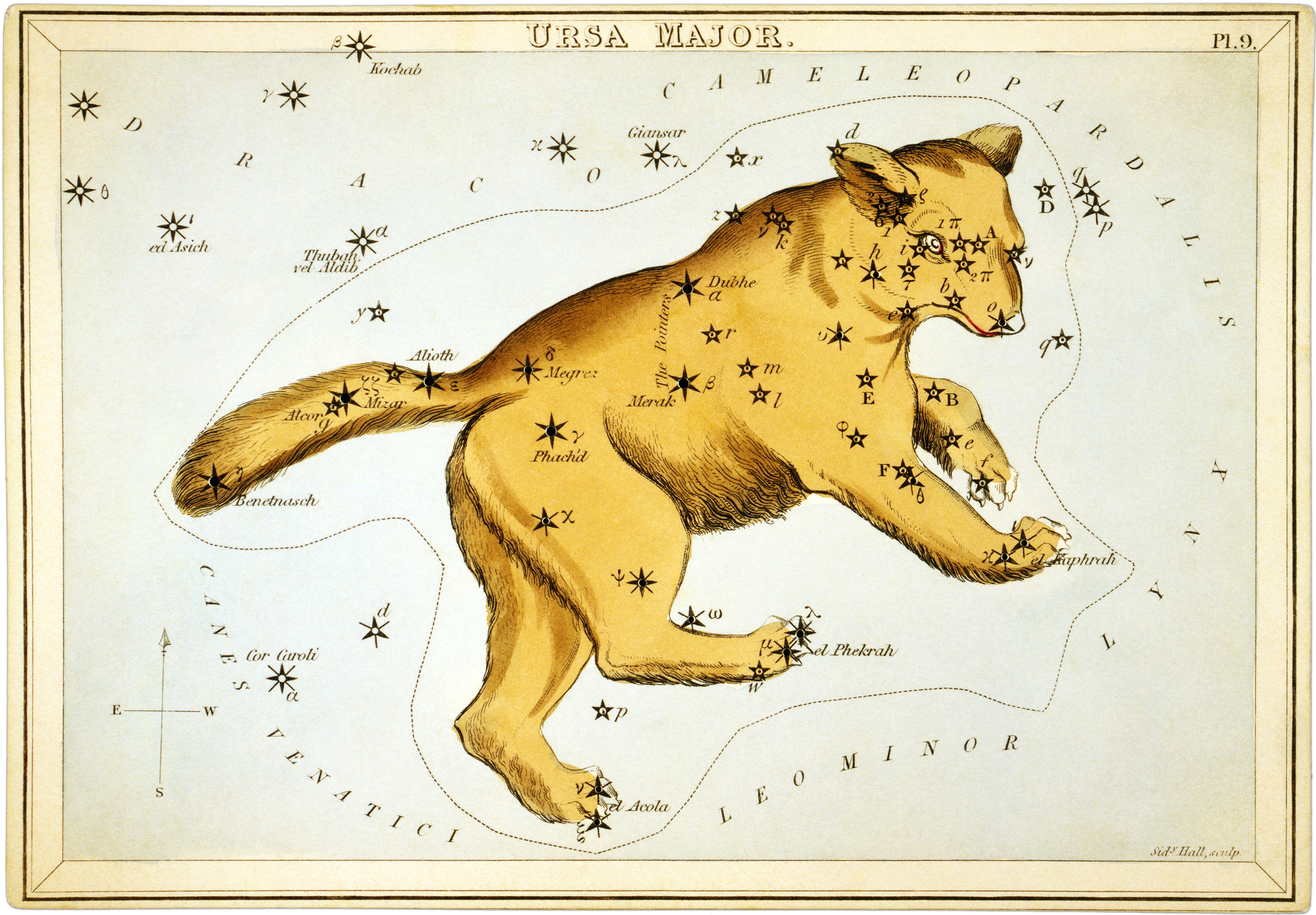

El asterismo se corresponde en la tradición grecorromana u occidental con las patas de la Osa Mayor de esta manera:
- La pata delantera:  Iota (ι) y Kappa (κ) Ursæ Majoris.
- La pata intermedia: Lambda (λ) y My (μ) Ursæ Majoris.
- La pata trasera:    Ny (ν) y Xi (ξ) Ursæ Majoris.

En la tradición béreber-árabe preislámica, el asterismo es conocido como los tres saltos de la gacela Al Ḳafzah al Ṭhibā' donde cada pareja de estrellas representa un salto.
- Primer salto de la gacela (Al Ḳafzah al Ūla) conocidas popularmente (entre los astrónomos mediterráneos) como Las Alulas, también denominadas como El Acola en diversos atlas estelares decimonónicos como el Átlas estelar

 publicado en 1.825 por Samuel Leigh en Londres, denominado Urania's Mirror (el espejo de Urania),están formadas por las estrellas:
 (vea figura adjunta),están formadas por las estrellas:
- - Alula Borealis  Ny (ν) Ursæ Majoris
  - Alula Australis Xi (ξ) Ursæ Majoris

- Segundo salto de la gacela (Al Ḳafzah al Thānīyah)[4] [443], Las Tanias, también denominadas como El Phekrah están formadas por las estrellas:
  - Tania Borealis  Lambda (λ) Ursæ Majoris
  - Tania Australis My     (μ) Ursæ Majoris

- Tercer salto de la gacela (Al Ḳafzah al Thalitha),[5] Las Talitas, también denominadas como El Kaphrah están formadas por las estrellas:
  - Talitha Borealis  Iota (ι)  Ursæ Majoris. (Formalmente, Talitha es la estrella Iota)
  - Talitha Australis Kappa (κ) Ursæ Majoris.(Mencionada por Ulugh Beg como vertebræ ursæ majoris)